# Raïon de Partizansk (kraï du Primorié)
Le raïon de Partizansk (en russe : Партиза́нский район, Partizanski raïon) est une subdivision administrative (raïon) et une municipalité (okroug municipal) du kraï du Primorié en Russie. Situé en Extrême-Orient russe, il se trouve dans le sud-est du Primorié, couvrant une partie méridionale de la cordillère du Sikhote-Aline et la vallée de la Partizanskaïa/Soutchan. Son centre administratif est le village de Vladimiro-Aleksandrovskoïe, et il compte en tout 27 localités. Sa population s'élevait à 29 869 habitants en 2023.

## Géographie
Le raïon de Partizansk est situé dans le kraï du Primorié, un sujet du sud de l'Extrême-Orient russe. Le raïon, qui se trouve dans le sud du Primorié, a une superficie de 4 097,24 km2. La subdivision est baignée par le golfe de Pierre-le-Grand, un golfe du nord de la mer du Japon. La Soutchan/Partizanskaïa (appellations chinoise et russe respectivement) coule dans le raïon, avec son estuaire dans le golfe de Nakhodka. 

Le raïon est limitrophe du raïon de Chkotovo au sud-ouest,  de la ville fermée de Fokino au sud-ouest aussi, de l'okroug urbain de Nakhodka au sud, du raïon de Lazo à l'est, du raïon de Tchougouïevka au nord-est et du raïon d'Anoutchino au nord-ouest. Du sud, il est baigné par les eaux de la mer du Japon, la longueur du littoral est d'environ 50 km, à cause de Nakhodka qui empiète sur le littoral. 

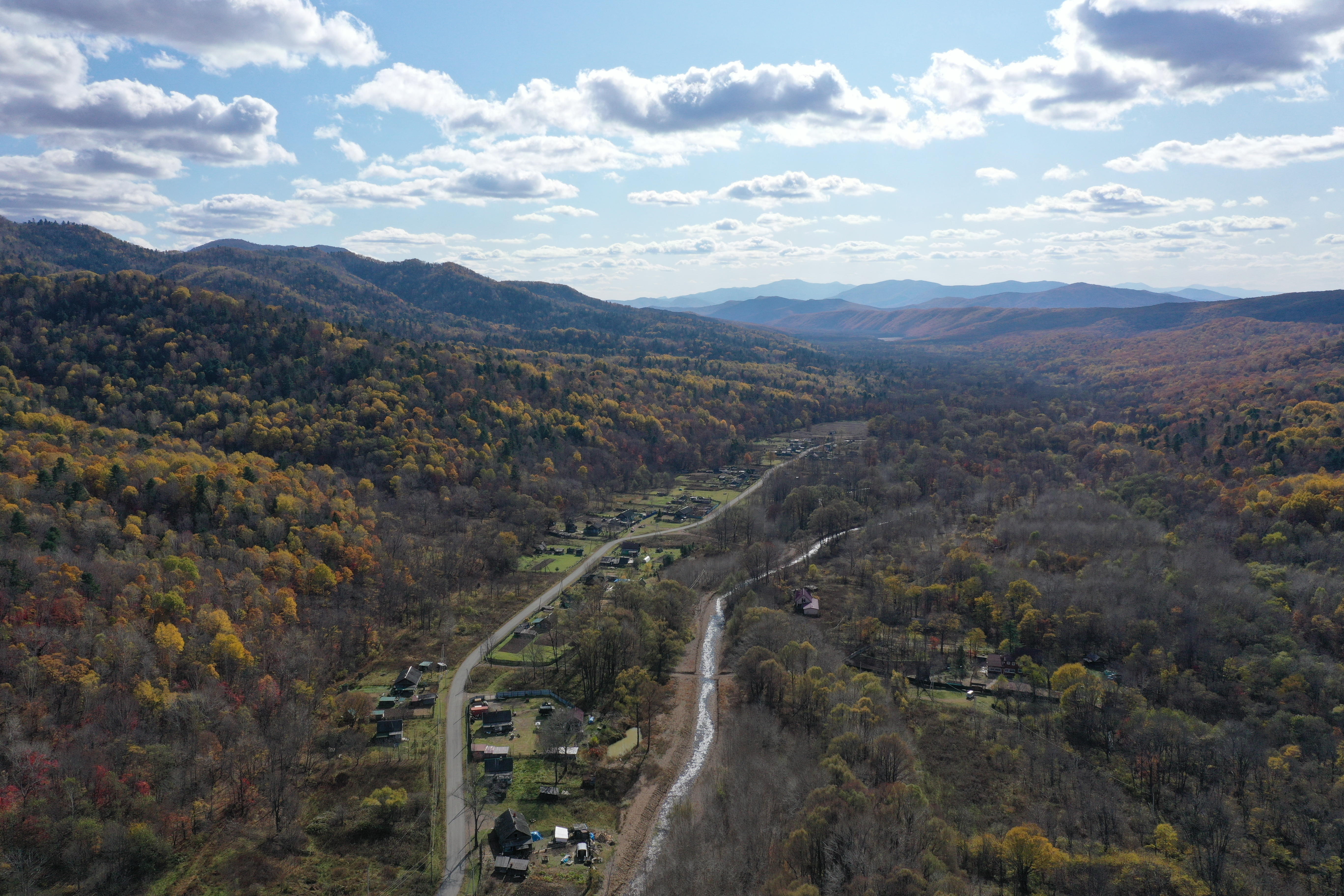
Village de Zalessié.
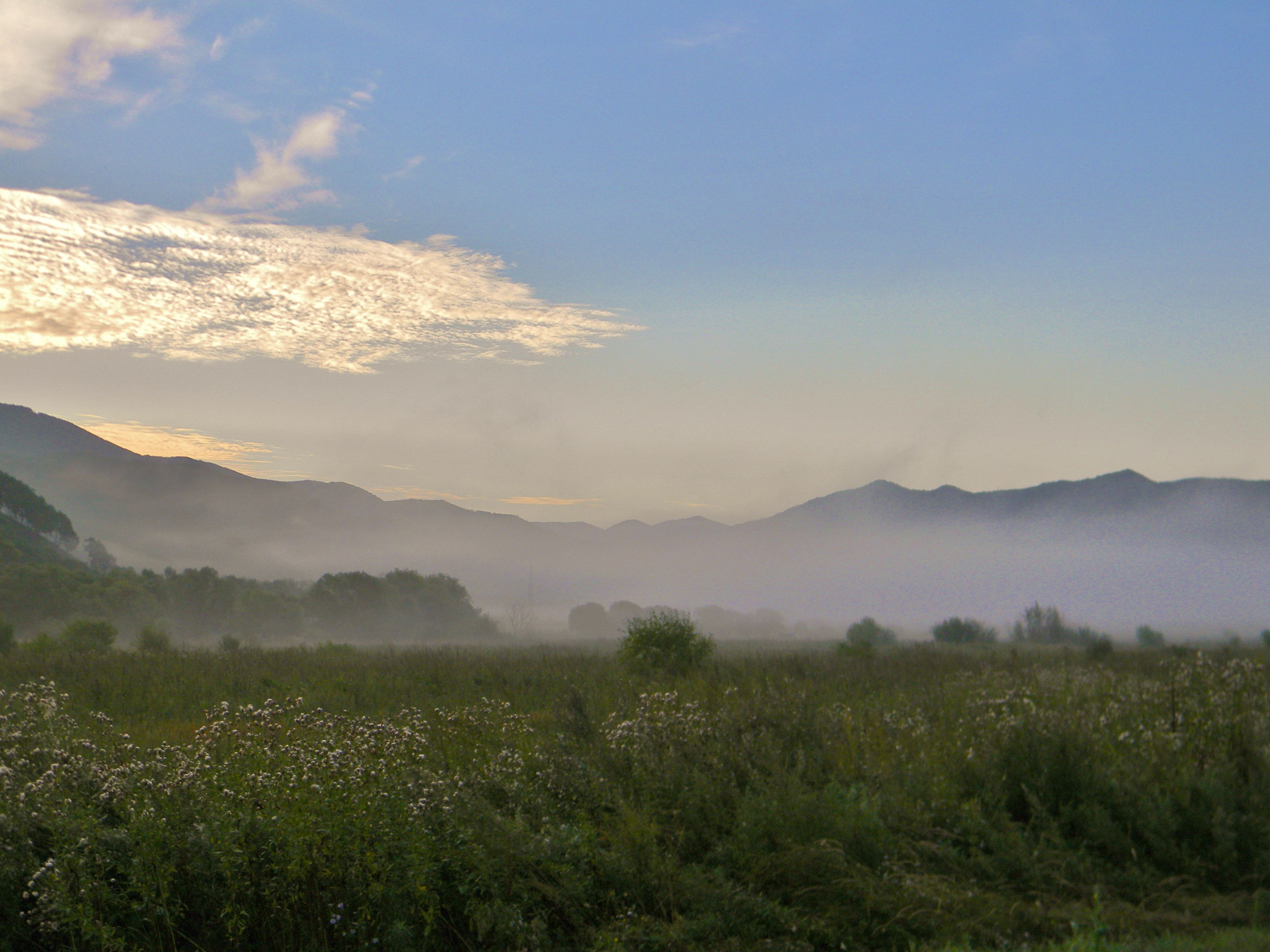
Plaine près du village d'Orel.
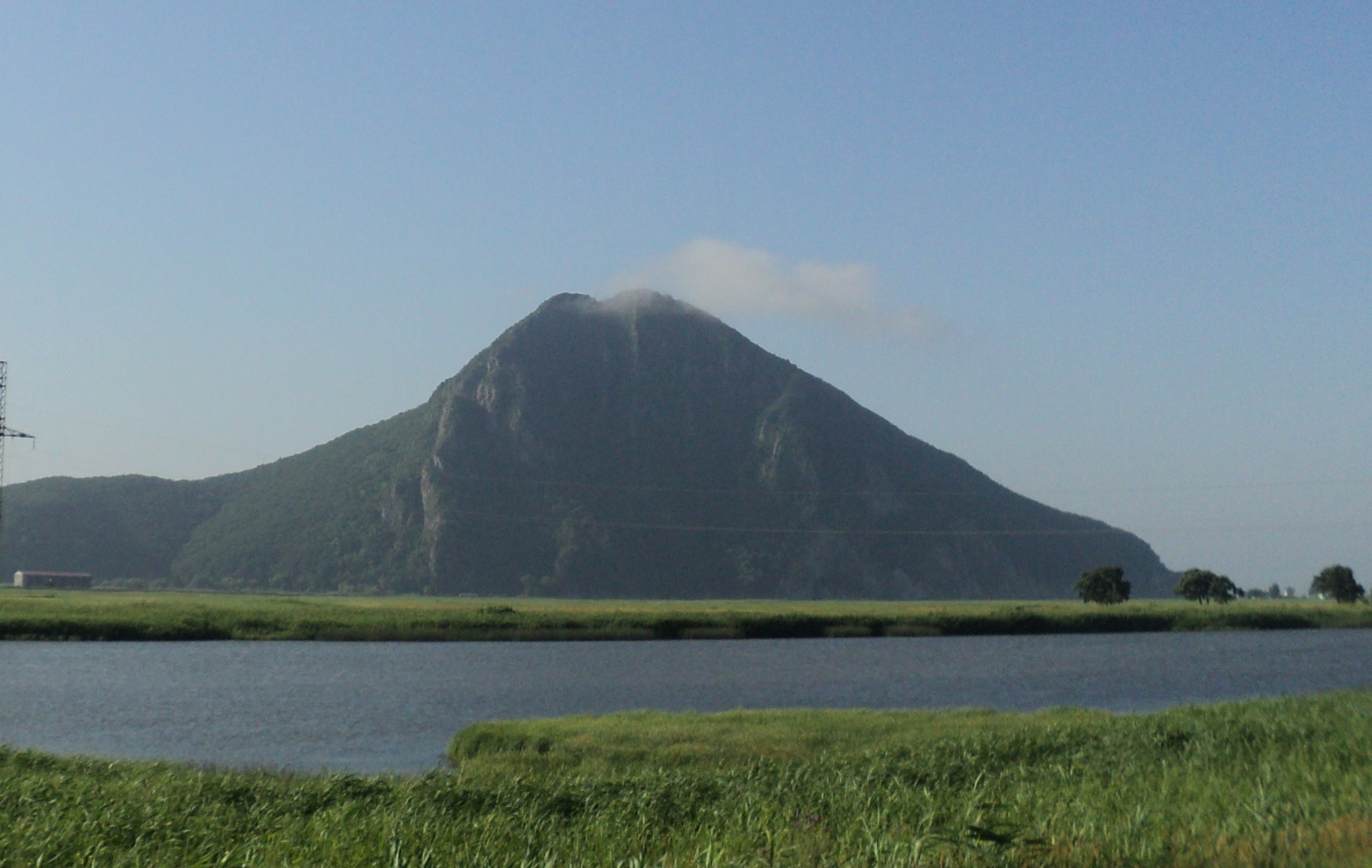
La Sestra et la bouche du Soutchan, limitrophes de Nakhdoka.
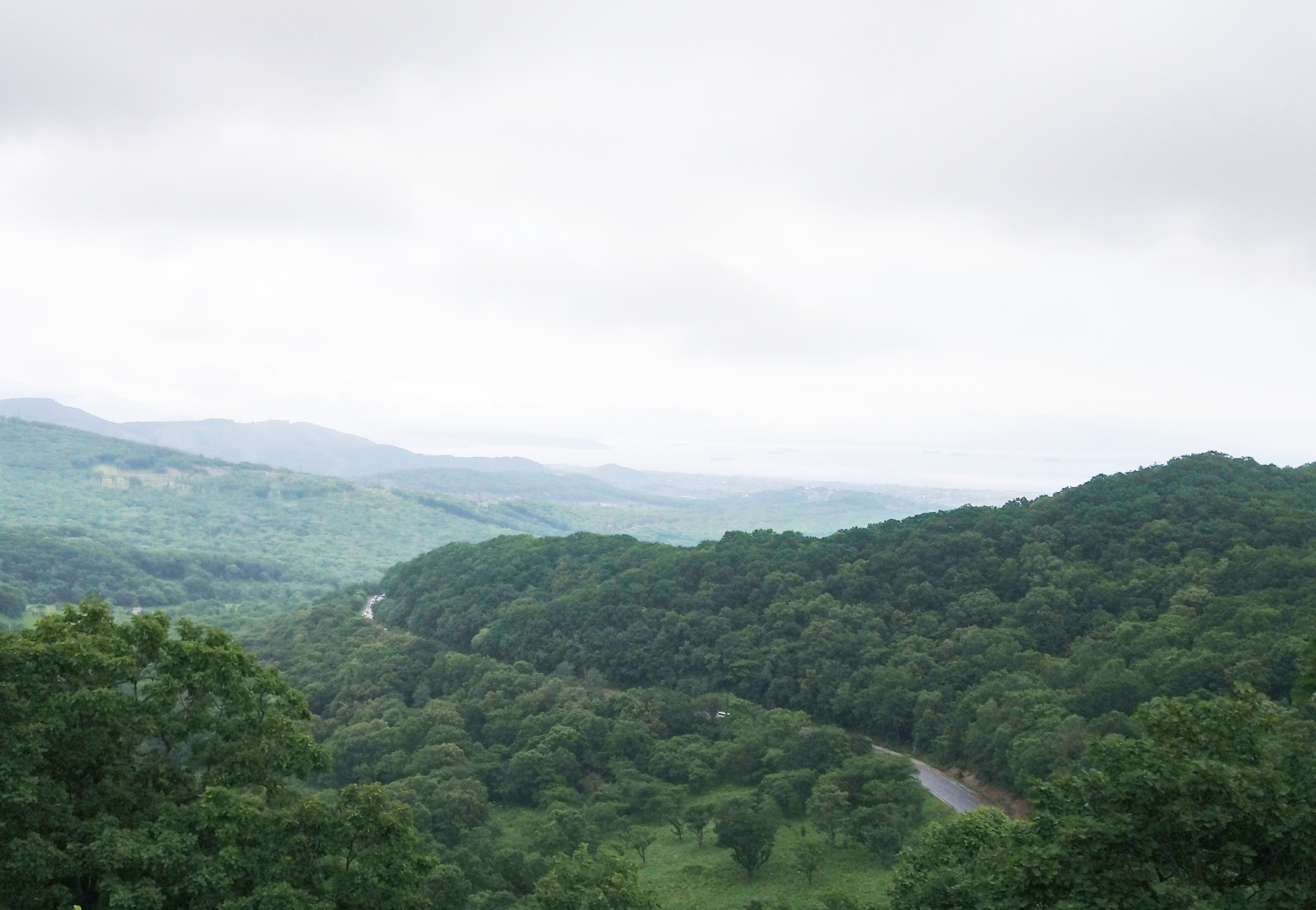
Col de Nakhodka dans le raïon.

## Histoire
Le raïon de Partizansk a été créé le 4 janvier 1926 par décret du Comité exécutif central panrusse.

## Démographie
Recensements (*) ou estimations de la population,:
| 1926*  | 1929   | 1933   | 1959*  | 1970*  | 1979*  |
| ------ | ------ | ------ | ------ | ------ | ------ |
| 44 664 | 38 707 | 35 700 | 24 730 | 25 607 | 27 299 |

| 1989*  | 2002*  | 2010*  | 2012   | 2013   | 2014   |
| ------ | ------ | ------ | ------ | ------ | ------ |
| 29 455 | 35 700 | 30 238 | 30 015 | 29 887 | 29 683 |

| 2015   | 2016   | 2017   | 2018   | 2019   | 2020   |
| ------ | ------ | ------ | ------ | ------ | ------ |
| 29 427 | 29 554 | 29 610 | 29 387 | 29 440 | 29 399 |

| 2021*  | 2022   | 2023   | - | - | - |
| ------ | ------ | ------ | - | - | - |
| 29 777 | 29 768 | 29 869 | - | - | - |

## Localités
Le raïon de Partizansk comptait au 29 juin 2023 27 localités. La localité la plus peuplée était Vladimiro-Aleksandrovskoïe avec 6 409 habitants au recensement de 2021.
| Liste des localités | Liste des localités        | Liste des localités | Liste des localités         | Liste des localités         |
| N°                  | Localité                   | Statut              | Population Recensement 2010 | Population Recensement 2021 |
| ------------------- | -------------------------- | ------------------- | --------------------------- | --------------------------- |
| 1                   | 151e km                    | pazezd              | 17                          |                             |
| 2                   | Boïets Kouznetsov          | possoliok           | 730                         |                             |
| 3                   | Vassilievka                | hameau              | 119                         |                             |
| 4                   | Vladimiro-Aleksandrovskoïe | village             | 5708                        | 6 409                       |
| 5                   | Vodopadnoïe                | pazezd              | 15                          |                             |
| 6                   | Voltchanets                | possoliok           | 4457                        | 2 526                       |
| 7                   | Goloubovka                 | village             | 526                         |                             |
| 8                   | Iekaterinovka              | village             | 3582                        | 3 467                       |
| 9                   | Zolotaïa Dolino            | village             | 2705                        | 2 425                       |
| 10                  | Kirillovka                 | hameau              | 73                          |                             |
| 11                  | Moltchanovka               | village             | 330                         |                             |
| 12                  | Monakino                   | hameau              | 33                          |                             |
| 13                  | Nikolaïevka                | possoliok           | 3417                        | 3 041                       |
| 14                  | Novaïa Sila                | village             | 515                         |                             |
| 15                  | Novitskoïe                 | village             | 1485                        | 1 534                       |
| 16                  | Novolitovsk                | village             | 695                         |                             |
| 17                  | Oriol                      | khoutor             | 10                          |                             |
| 18                  | Partizan                   | possoliok           | 38                          |                             |
| 19                  | Peretino                   | village             | 574                         |                             |
| 20                  | Ratnoïe                    | cultiver            | 13                          |                             |
| 21                  | Romanovski Klioutch        | possoliok           | 54                          |                             |
| 22                  | Sergueïevka                | village             | 3323                        | 4 010                       |
| 23                  | Slinkino                   | possoliok           | 143                         |                             |
| 24                  | Frolovka                   | village             | 901                         |                             |
| 25                  | Khmylivka                  | village             | 544                         |                             |
| 26                  | Ioujnaïa Sergueïevka       | village             | 158                         |                             |
| 27                  | Iastrebovka                | hameau              | 73                          |                             |

## Transports
Le raïon est desservi entre autres par la route régionale 05A-608 qui relie Nakhodka à Artiom et la route fédérale A370. Cette dernière route, l'A370, mène elle soit à Vladivostok soit à Khabarovsk. Il y a aussi la route régionale 05N-131, qui relie Nakhodka, par Lazo et Olga, à Kavalerovo. 